# Soufrière Hills
Soufrière Hills är  en aktiv stratovulkan som dominerar den södra delen av den karibiska ön Montserrat (Storbritannien). Vulkanen vaknade till liv i juli 1995 efter nästan 400 år av inaktivitet. Soufriere Hills ingår i den vulkaniska ögruppen Små Antillerna. Denna ögrupp ligger ovanpå en subduktionszon där en kontinentalplatta trycks under en annan vilket ger upphov till vulkanisk aktivitet i området.
Soufriere Hills är en av världens mest studerade vulkaner. Själva vulkanen Soufriere Hills består av flera gamla lavadomar, som till exempel Gages Mountain, Roche’s Mountain, Galway’s Mountain samt Chances Peak. Chances Peak var innan utbrottet 1995 öns högsta punkt med en höjd på 915 m ö.h. Dessa höjder omger en hästskoformad krater, English’s Crater, som öppnar sig mot öst. I mitten av denna krater fanns en gammal lavadom, Castle Peak, som hade bildats under det senaste utbrottet någon gång under 1600-talet och är idag centrum för den vulkaniska aktiviteten.
Under den nästan 400 år långa perioden av inaktivitet förekom visserligen seismisk aktivitet i form av jordbävningar med mer eller mindre regelbundna mellanrum – under 1890-talet, 1930-talet och 1960-talet. Denna seismiska aktivitet kunde ha lett till vulkaniska utbrott men förblev misslyckade försök. Den seismiska aktiviteten ökade åter under åren 1992 och 1994. Utbrottet startade den 18.7.1995 och de första explosionerna gav upphov till nya kratrar på den sydvästra och nordvästra sidan av lavadomen Castle Peak. I september 1995 började en ny lavadom växa i vulkanens krater och i mars 1996 kunde man observera de första pyroklastiska lavaströmmarna.
De första pyroklastiska lavaströmmarna flödade främst längs en floddal österut och nådde havet. Under våren 1997 hade den nya lavadomen helt begravt den gamla lavadomen Castle Peak från 1600-talet. Det dödligaste utbrottet inträffade den 25.6.1997 då lavadomen hade vuxit i storlek till den grad att stora pyroklastiska strömmar förmådde flöda norrut längs en dalgång kallad Mosquito Ghaut, vilket ledde till att 19 personer omkom. 
Till följd av den intensiva vulkaniska aktiviteten upprättades en avspärrad zon (exclusion zone) omkring vulkanen och denna zon omfattar nästan ⅔-delar av hela öns yta. I den zonen ingick även öns huvudstad, Plymouth, som låg i vulkanens direkta närhet. Till en början undgick huvudstaden förödelsen tack vare det att Gages Mountain och kraterns västra bergsvägg skänkte staden lä för de pyroklastiska lavaströmmarna. År 1997 hade lavadomen växt sig så stor att en pyroklastisk lavaström kunde ta sig västerut och totalförstörde huvudstaden i augusti samma år. Ingen skadades i samband med utbrottet som jämnade huvudstaden med marken den 3.8.1997, eftersom staden hade lyckligtvis utrymts redan 1995.
Mer än 7000 öbor har lämnat ön sedan utbrottet började år 1995. Det sista stora utbrottet skedde i februari 2010 då lavadomen kollapsade partiellt. Sedan dess har det förekommit mycket ringa vulkanisk aktivitet. Anmärkningsvärt är att i slutet av 1980-talet sammanställde forskarna Geoff Wadge och Michael Isaacs en rapport som kartlade de vulkaniska riskerna på Montserrat. Wadge och Isaacs rekommenderade att Montserrats regering skulle flytta all infrastruktur norrut och förutspådde att Soufriere Hills kunde få ett utbrott i medlet av 1990-talet. Dock räknade Wadge och Isaacs med att sannolikheten för att utbrottet verkligen skulle ske låg på enbart 1% och därför agerade inte regeringen enligt deras rekommendationer. 